# Alice Miller
Alice Miller (Piotrków Trybunalski, Polonia, 12 de enero de 1923 – Saint-Rémy-de-Provence, Francia, 14 de abril de 2010) fue una psicóloga conocida por su trabajo en maltrato infantil y sus efectos en la sociedad así como en la vida de los individuos. Nació en Polonia, en el seno de una familia judía. Durante la ocupación alemana, vivió la persecución por parte de los nazis, junto con sus familiares, algunos de los cuales fueron asesinados. Pasada la guerra, y ya con una nueva identidad, estudió en Suiza. Obtuvo su doctorado en filosofía, psicología y sociología en 1953 en Basilea. En 1986 Miller fue galardonada con el premio Janusz Korczak por la Liga Antidifamación. Tuvo dos hijos.

## "Encontrar la verdad de nuestra infancia"
La introducción a su primer libro, El drama del niño dotado publicado en 1979, contiene un famoso párrafo que resume la perspectiva de Miller: "La experiencia nos enseña que, en la lucha contra las enfermedades psíquicas, únicamente disponemos, a la larga, de una sola arma: encontrar emocionalmente la verdad de la historia única y singular de nuestra infancia".
Miller se desencantó de su propia profesión, el psicoanálisis, después de muchos años de practicarlo. Criticó vehementemente la teoría psicoanalítica de las pulsiones, debido a que, según su opinión, esta teoría otorgaba el marco para que las experiencias traumáticas de los niños fuesen interpretadas como fantasías infantiles, negando así la realidad del abuso y del maltrato infantil. Estas discrepancias con el psicoanálisis la llevaron finalmente a renunciar en 1988 a la Sociedad Suiza de Psicoanálisis. Desde entonces y hasta su muerte en 2010, rechazó que se le catalogara como psicoanalista y prefería para sí misma la denominación de «Kindheitsforscherin» («investigadora de la infancia»).
Sus primeros tres libros fueron resultado de una investigación sobre lo que sentía eran importantes puntos ciegos en dicho campo. No obstante, cuando publicó su cuarto libro, Miller ya no creía que el psicoanálisis era viable de forma alguna.
Basándose en la psicohistoria, Miller analizó a Virginia Woolf, Kafka y otros: vidas en que encontró relaciones entre los traumas de su niñez y el devenir de sus vidas. Miller creyó que todos los casos de enfermedad mental, crimen y caer en sectas son ocasionados por traumas infantiles y un dolor interno no procesado con la ayuda de algún alma solidaria que ella llamó "testigo iniciado". En su cosmovisión este modelo abarca todas las formas de abuso infantil, incluyendo aquellas comúnmente aceptadas como cachetes o nalgadas a los hijos, que ella llamó pedagogía negra (schwarze Pädagogik).
Miller culpó a los padres de las neurosis y psicosis de la humanidad. En nuestra cultura "No toques a los padres es la ley suprema", escribió Miller. Incluso los psiquiatras, psicoanalistas y psicólogos clínicos tienen un miedo inconsciente de culpar a los padres de los trastornos mentales de sus pacientes. Según Miller, los profesionales de salud mental también son criaturas de la pedagogía negra internalizada en sus propias infancias. Esto explica por qué el mandamiento "Honrarás a tus padres" fue uno de los blancos principales en la escuela de psicología de Miller.
Miller llamó al electroshock para tratar a la depresión "una campaña en contra de los recuerdos". También criticó el consejo de los psicoterapeutas a sus clientes de perdonar a sus padres abusivos. Para Miller eso sólo impide el camino a la recuperación: recordar y sentir el dolor de nuestra niñez. "La mayoría de los terapeutas temen esta verdad. Trabajan bajo la influencia de interpretaciones destructivas sacadas tanto de religiones occidentales como orientales, que predican perdón al otrora maltratado niño". El perdón no resuelve el odio sino que lo encubre de manera muy peligrosa en el adulto ya crecido: produciendo el desplazamiento hacia chivos expiatorios, tal como Miller arguyó en sus psicobiografías de Hitler y Bartsch, ambos víctimas de un horrendo vapuleo parental.
El común denominador en los escritos de Miller consiste en explicar por qué los seres humanos prefieren no conocer su propia victimización en la niñez. El mandato inconsciente del individuo, el no ser consciente de cómo fue tratado en la infancia, conduce al desplazamiento: el irresistible impulso de repetir formas traumatogénicas de parentela en la siguiente generación de hijos.

## Resumen de sus libros
El siguiente es un breve resumen de algunos de los libros de Alice Miller.

### Por tu propio bien(1980)
Miller presentó aquí la tesis de cómo los traumatizantes métodos alemanes de crianza produjeron a un Hitler y a un asesino en serie de niños alemán llamado Jürgen Bartsch. En esta obra Miller introdujo el término "pedagogía negra". Los niños aprenden a tomar partido, "por su propio bien", por el punto de vista de sus padres en contra de ellos mismos. Para Miller, el proceso pedagógico tradicional es manipulación, y resulta en que el adulto ya crecido acata las autoridades, incluso si son líderes tiránicos o dictadores como Hitler. Miller incluso arguyó que abandonemos el término "pedagogía" en favor de la palabra "apoyo": algo similar a lo que los psicohistoriadores llaman la forma de apoyo en puericultura.

### Du sollst nicht merken(1981)
A diferencia de los posteriores libros de Miller, éste está escrito en un estilo académico. Es la primera crítica de Miller al psicoanálisis, al que acusó de parecerse a las pedagogías negras que describió en Por tu propio bien. Miller fue crítica tanto de Freud como de Jung. Hizo un examen exhaustivo de la teoría freudiana de la libido edípica: un artilugio que convenientemente culpa al niño del abuso sexual de los adultos. Miller también critica a Kafka, quien fue maltratado de niño por su padre pero que cumple la función políticamente correcta de reflejar el maltrato en novelas metafóricas en lugar de denunciarlo.

### La llave perdida(1988)
Este libro es básicamente una psicobiografía de Nietzsche, Picasso, Käthe Kollwitz y Buster Keaton. (En el último libro de Miller, El cuerpo nunca miente publicado en 2005, la autora incluyó análisis similares de Dostoievski, Chéjov, Schiller, Rimbaud, Mishima, Proust y James Joyce.)
Según Miller, Nietzsche no vivió en una familia amorosa y su legado filosófico es una metáfora de un impulso inconsciente de rebelión en contra de la opresiva tradición teológica de su familia. Su sistema filosófico está errado porque Nietzsche fue incapaz de hacer contacto emocional con el niño maltratado que llevaba dentro. Aunque Nietzsche fue castigado severamente por un padre que enloqueció cuando aquel era un niño pequeño, Miller no aceptó la teoría genética de la locura. Más bien, interpretó el quebranto psicótico de Nietzsche como resultado de una tradición familiar de puericultura prusiana.

### El saber proscrito(1988)
En este libro más personal, Miller confesó que ella misma fue maltratada en su infancia. También introdujo el fundamental concepto milleriano de "testigo iniciado": una persona que está dispuesta a apoyar a otra persona dañada, empatizar con ella y ayudarle a obtener un entendimiento de su pasado biográfico. El saber proscrito también es autobiográfico en otro sentido. Marca la apostasía total y definitiva de Miller de su propia profesión, el psicoanálisis. La sociedad colude con las teorías de Freud a fin de cegarse ante la verdad de la propia infancia, una verdad que las culturas humanas han "proscrito". Irónicamente, los sentimientos de culpa inculcados en nuestras mentes desde nuestros más tiernos años refuerzan nuestra represión incluso en la profesión psicoanalítica. Miller: El saber proscrito (op. cit.)

### Abbruch der Schweigemauer(1990)
Escrito en las postrimerías de la caída del Muro de Berlín, Miller censuró la cultura humana entera. El "muro del silencio" (Schweigemauer) es el muro detrás del que la sociedad —la academia, los psiquiatras, el clero, los políticos y los medios de comunicación— han buscado protegerse: negando los efectos destructivos del maltrato infantil para la mente. Miller continuó la confesión autobiográfica iniciada en El saber proscrito sobre su abusiva madre. En su libro Pictures of a Childhood: Sixty-six Watercolors and an Essay, Miller dijo que la pintura le ayudó a ponderar hondo en sus memorias. En algunas de sus pinturas Miller muestra a la bebé Alice empañada, algunas veces por una madre maligna.
Traicioné a esa pequeña niña [...]. Sólo en años recientes, con la ayuda de la terapia que me capacitó poco a poco a levantar el velo de la represión, pude permitirme experimentar el dolor y la desesperación, el estado de indefensión y la justificada furia de esa niña maltratada. Sólo entonces la dimensión del crimen en contra de la niña que otrora fui se hizo clara y transparente.

### “Salvar tu vida”(2009)
Alice Miller no sólo explica, como en sus ensayos anteriores, la dinámica entre las causas y las consecuencias de la violencia contra la infancia, sino que revela cómo es posible superarla. Para ello, en primer lugar, propone establecer una nueva forma de comunicación con uno mismo y con los demás; el adulto que ha sufrido maltrato en su infancia, «en lugar de compadecer a los padres, comprenderlos y culparse a sí mismo…, ha de ponerse del lado del niño maltratado que una vez fue». De esta forma, la autora se introduce en un territorio no hollado hasta el momento, pues, en su opinión, nadie ha explorado la cuestión de lo que un niño siente cuando sufre maltrato, ni tampoco los efectos que la represión de estos sentimientos producen en la vida del adulto y en todo el entramado social. Este libro incluye una sección de respuesta a las cartas de los lectores, la cual permite ejemplificar varios casos.

## Libros publicados
- El drama del niño dotado y la búsqueda del verdadero yo (Das Drama des begabten Kindes, 1979, en español 1985), edición actual Tusquets Editores, enero de 2008, ISBN 978-84-8310-566-5
- Por tu propio bien: raíces de la violencia en la educación del niño (Am Anfang war Erziehung, 1980), edición actual Tusquets Editores, marzo de 2009, ISBN 978-84-8310-567-2
- (Du sollst nicht merken, 1981)
- (Bilder einer Kindheit, 1985)
- La llave perdida (Der gemiedene Schlüssel, 1988), edición actual Tusquets Editores, enero de 2002, ISBN 978-84-7223-390-4
- El saber proscrito (Das verbannte Wissen, 1988), edición actual Tusquets Editores, octubre de 2009, ISBN 978-84-7223-177-1
- (Abbruch der Schweigemauer, 1990)
- El drama del niño dotado (fábula) (Das Drama des begabten Kindes, 1994), nueva edición de la obra original, enteramente revisada y ampliada, Tusquets Editores, junio de 2009, ISBN 978-84-8383-167-0
- (Wege des Lebens - sieben Geschichten, 1998)
- La madurez de Eva (Evas Erwachen, 2001), Ediciones Paidós, enero de 2002, ISBN 978-84-493-1178-9
- El cuerpo nunca miente (Die Revolte des Körpers, 2004), edición actual Tusquets Editores, marzo de 2007, ISBN 978-84-8310-439-2
- Salvar tu vida (Dein gerettetes Leben, 2007), edición actual Tusquets Editores, septiembre de 2009, ISBN 978-84-8383-174-8
- (Bilder meines Lebens, 2006)
- (Jenseits der Tabus, 2009, PDF sin costo en alemán)